# عبدالحکیم شاپیف
عبدالحکیم شاپیف (زادهٔ ۴ دسامبر ۱۹۸۳ در داغستان) کشتی‌گیر کشور قزاقستان است.